# ريتشارد سوتون (كاتب)
ريتشارد سوتون (بالإنجليزية: Richard Sutton)‏ هو ممثل مسرحي وسينمائي بريطاني، ولد في 24 فبراير 1978 في برمنغهام في المملكة المتحدة.

## المسيرة المهنية
بدأ مسيرته في عالم التمثيل من مقاعد الدراسة، حيث درس التمثيل في كلية برمنغهام للتمثيل في المملكة المتحدة، وشارك في فيلم "ذا تيرور" عام 2018، "لاين أوف ديوتي" عام 2019، وأربع مواسم من مسلسل الأطفال "جيجليبيز" عام 2009.

## وصلات خارجية
- الموقع الرسمي